# Єлизавета Данилова (футболістка)
Єлизавета Данилова (рос. Елизавета Данилова; нар. 15 листопада 1996, Красноярськ, Росія) — російська футболістка, півзахисниця.

## Життєпис
З 9-річного віку розпочала займатися футболом у ДЮСШ міста Красноярськ, перший тренер — Микола Непомнящий. Уже в 14 років почала виступати на дорослих змаганнях за місцевий «Єнісей», який грав тоді в першому дивізіоні. У складі красноярського клубу неодноразово ставала призером першого дивізіону, в тому числі в 2014 році — переможцем турніру. У 2012 році стала найкращою бомбардиркою свого клубу і увійшла в десятку найкращих бомбардирів першої ліги з 13-ма голами.
У 2015 році перейшла до клубу «Зірка-2005» (Перм). Єдиний матч за команду у вищому дивізіоні зіграла 26 вересня 2015 року проти «Кубаночки», замінивши на 88-ій хвилині Катерину Пантюхіну. За підсумками сезону 2015 року пермський клуб завоював золоті медалі. У 2016 та на початку 2017 року спортсменка залишалася в складі клубу, включалася в заявку на жіночу Лігу чемпіонів, але більш на поле не виходила.
У сезоні 2017/18 виступала за німецький клуб другого дивізіону «Саарбрюкен», провела 11 матчів, у всіх з них виходила на заміни. У 2018 році зіграла один неповний матч у другому дивізіоні Швеції за «Ліндчепінг».
Виступала за юнацьку і молодіжну збірну Росії.